# Ed Parker
Edmund Kealoha Parker (ur. 19 marca 1931, zm. 15 grudnia 1990 w Honolulu) – amerykański znawca sztuk walk, autor pokazów, instruktor, prawdopodobnie najbardziej sławny założyciel American Kenpo, posiadający rangę Starszego Wielkiego Mistrza (ang. Senior Grand Master).
Urodził się na Hawajach, gdzie dorastał, wyznając mormonizm. W młodym wieku rozpoczął treningi judo oraz później boksu. Pewnego razu w latach 40. Frank Chow przedstawił Parkerowi sztukę walki Kenpo. Po jakimś czasie, Chow przedstawił Parkera Williamowi K. S. Chow. Ed trenował z Williamem Chow, służąc jednocześnie straży przybrzeżnej oraz uczęszczając do Brigham Young University. W roku 1953 został awansowany do rangi czarnego pasa przez Williama Chow.
W 1956 r. Parker otworzył własną szkołę w Pasadenie w Kalifornii. Jednym z jego pierwszych czarnych pasów był ten otrzymany od Jamesa Ibrao, jednak wciąż trwa dyskusja, czy pas otrzymany od Charlesa Beedera nie był pierwszym. Osobami, od których otrzymał pozostałe czarne pasy, byli w porządku chronologicznym: Rich Montgomery, Rick Flores, Al Tracy, Jim Tracy, Chuck Sullivan, John McSweeney oraz Dave Hebler. W 1962 r. John McSweeney otworzył szkołę w Irlandii, co pozwoliło Parkerowi na założenie Międzynarodowej Organizacji Kenpo Karate.
Znany był ze swoich umiejętności instruktora oraz zmysłu biznesowego. Pomagał wielu instruktorom sztuk walk w otwarciu ich własnych szkół. Trenował statystów oraz gwiazdy kina (najbardziej sławnym był Elvis Presley), dzięki czemu znany był także w Hollywood. Pomógł też Bruce'owi Lee, zapraszając go na zorganizowane przez siebie Międzynarodowe Mistrzostwa Karate. Był ochroniarzem Elvisa Presleya podczas kilku ostatnich lat piosenkarza, pracował jako aktor, statysta oraz był instruktorem Kenpo aktora filmów akcji – Jeffa Speakmana.
Edmund K. Parker zmarł w Honolulu na atak serca 15 grudnia 1990 roku.

## Wyrazy uznania
W 1991 film akcji Niezawodna broń (The Perfect Weapon), z Jeffem Speakmanem (uczniem Edmunda) w roli głównej, został zadedykowany Parkerowi. 
Postać Parkera została odtworzona przez jego syna, Eda Parkera (juniora), w biografii Bruce'a Lee z 1993 zatytułowanej Dragon: The Bruce Lee Story (Smok: Historia Bruce’a Lee).